# بني غني
قرية بني غني هي إحدى القرى التابعة لمركز سمالوط بمحافظة المنيا في جمهورية مصر العربية. حسب إحصاءات سنة 2006، بلغ إجمالي السكان في بني غني 18271 نسمة، منهم 9389 رجلا و8882 امرأة.

## سبب التسمية
ترجع التسمية إلى بني غني بن أعصر بن سعد بن قيس عيلان بن مضر بن نزار بن معد بن عدنان. وهم قبيلة عربية قديمة دخلت مصر ضمن دخول بني قيس لها في القرن الهجري الثاني.